# Haidar Abdel-Shafi
Haidar Abdel-Shafi o Haidar Abdul Shaffi (àrab: حيدر عبد الشافي, Ḥaydar Abd ax-Xāfī) (Gaza, 10 de juny de 1919 – 25 de setembre de 2007) fou un metge, líder comunitari i polític palestí, cap de la delegació palestina en la conferència de Pau de Madrid de 1991.

## Biografia
Era un dels sis fills del xeic Muheiddin Abdel-Shafi, cap de l'Alt Consell Islàmic Waqf i custodi dels Llocs Sagrats a Gaza i Hebron (el 1925-27). Va fer els estudis primaris a Gaza; els secundaris al Col·legi Arab de Jerusalem on es graduà el 1936. El 1943 es llicencià a la facultat de Medicina de la Universitat Americana de Beirut (Beirut). Allí es va unir al Moviment dels Nacionalistes Àrabs de George Habash, que tenia com a objectiu el nacionalisme àrab i l'"alliberament de Palestina".
Encara sota el Mandat Britànic de Palestina començà a treballar a l'Hospital Municipal de Jaffa. El 1944-1945 es va unir a l'Exèrcit del Desert de l'Exèrcit Britànic de Jordània, que aleshores formava part del 9è Exèrcit Britànic quan intentava infructuosament obrir un segon front als Balcans. Tanmateix, va passar la guerra a diversos indrets de Palestina: Al-Azraq, Ashona, Jericó i Gaza. En acabar la guerra tornà a Gaza i es dedicà a la medicina privada com un dels fundadors el 1945 de la Societat Mèdica Palestina, amb la que va participar el 1946 en el Primer Congrés Mèdic Palestí.
Durant les revoltes àrabs de 1947 prèvies al pla de partició de l'ONU va oferir assistència mèdica als combatents palestins. Durant la Guerra araboisraeliana de 1948 va obrir una clínica a Gaza per a atendre-hi als nombrosos refugiats. Durant aquest període va mantenir estretes relacions amb els quàquers, que oferien ajuda als refugiats fins que el 1951 es va crear l'Agència de les Nacions Unides per als Refugiats de Palestina al Pròxim Orient (UNRWA).
El 1951 començà a estudiar medicina a l'Hospital Miami Valley a Dayton (Ohio). Va tornar a Gaza el 1954, quan es trobava sota administració d'Egipte. Treballà com a cirurgià a l'Hospital Tal Zahur. Quan la Franja de Gaza va restar sota control d'Israel el 1956, es va formar un consell municipal del qual ell en fou un dels 10 membres.
El 1957 el Dr. Abdel-Shafi es casà amb Hoda Khalidi, d'una prominent família de Jerusalem. De 1947 a 1960 fou nomenat cap dels serveis mèdics de la Franja de Gaza, període en el qual esdevingué admirador i amic personal de Gamal Abdel Nasser. El 1960 tornà a la pràctica de la medicina privada.
El 1962 fou escollit per dos anys com a president del primer Consell Legislatiu Palestí. També fou delegat de la Primera Conferència Panpalestina (Consell Nacional Palestí) celebrada a Jerusalem el 1964 i que va acordar l'establiment de l'Organització per l'Alliberament de Palestina (OAP). El 1964-1965 fou membre del primer Comitè Executiu de l'OAP, i el 1966 fou el principal dirigent de l'OAP a la Franja de Gaza.
Durant la guerra dels Sis Dies (1967) el Dr. Abdel-Shafi treballà com a voluntari a l'Hospital al-Shifa de Gaza. Posteriorment fou detingut i enviat temporalment a Israel, acusat de donar suport a les accions militars del Front Popular per l'Alliberament de Palestina (FPAP) a causa de la seva amistat amb George Habash. Abdel-Shafi negà la seva pertinença al grup, tot i que mostrà simpaties als seus objectius.
Un cop alliberat, refusà qualsevol cooperació amb els plans de dotar Gaza d'infraestructures comunes amb Israel. El 1969 Moixé Dayan el va desterrar tres mesos a An-Nakhl, una villa aïllada a la península del Sinaí. El 12 de setembre de 1970 fou deportat novament dos mesos al Líban amb cinc altres líders comunitaris de Gaza en resposta a un segrest del FPAP. El 1972 va fundar i dirigir el Creixent Roig Palestí a la Franja de Gaza. El 1982 la seva clínica fou incendiada per radicals islamistes.
Durant la Primera Intifada (maig de 1988) va participar, juntament amb Saeb Erekat i Hanan Ashrawi, participaren en una trobada a l'ajuntament de Jerusalem en el programa Nightline. Era el primer cop que dirigents palestins de l'OAP es dirigien directament a les audiències israeliana i occidental.
El 1991 va encapçalar la delegació palestina a la Conferència de Pau de Madrid i posteriorment formà part de l'equip negociador que durant 22 mesos entre 1992 i 1993 va anar a Washington. Va trencar amb l'equip negociador palestí després dels Acords d'Oslo a causa dels assentament israelians. Fou un dels primers a predir que el procés d'Oslo podria anar en orris si no se solucionava la qüestió dels assentaments.
A les eleccions al Consell Legislatiu Palestí de 1996 fou el delegat més votat a Gaza. Liderà el Comitè Polític del CLP. Tanmateix dimití com a diputat del CLP a finals de 1997 com a protesta a la corrupció que, segons ell, hi havia a l'Autoritat Nacional Palestina. El 1999 inicià converses per a unificar totes les faccions palestines a Gaza. Durant la Segona Intifada demanà a les faccions palestines la formació d'un govern d'unitat nacional.
El novembre de 1996 va ser membre del Tribunal Internacional per Crims Contra la Humanitat Comesos pel Consell de Seguretat de Nacions Unides a l'Iraq, iniciativa cívica d'intel·lectuals i professionals del Dret contraris a l'embargament a aquest país.
El 2002 va fundar amb Edward Said, Mustafa Barghouti i Ibrahim Dakkak Iniciativa Nacional Palestina, una plataforma nacional que volia combinar la lluita per l'alliberament nacional i el retorn dels refugiats amb la unitat nacional, la democràcia i la justicia social.
El 8 d'abril de 2007 va rebre l'Estrella Palestina d'Honor pel president Mahmud Abbas pel seu paper com a fundador i president d'Iniciativa Nacional Palestina. Va morir poc després de càncer a Gaza als 88 anys. Va deixar vídua, quatre fills (Hind, Khaled, Tareq, Salah) i set nets.